# 青岛港湾职业技术学院
青岛港湾职业技术学院是一所由山东省教育厅主管，山东省港口集团主办的公立全日制高等职业院校。

## 历史沿革
前身为中华人民共和国交通运输部于1975年创办的青岛水运技工学校，1978年改名为青岛港湾学校，是一所中专学校。1986年划归青岛港务局管理。2003年经山东省教育厅批准，在原港湾学校基础上成立青岛港湾职业技术学院（高等职业院校）。 

## 规模
学院主校区位于山东省青岛市黄岛区古镇口大学城，占地面积约1045亩，建筑面积约30万平方米。设有港口航运、国际商贸、空乘海乘、应急管理等相关专业46个，在校生13000余人。